# جورج مكابي
جورج مكابي (بالإنجليزية: George McCabe)‏ (ولد في 13 مارس 1922 في شيفيلد، وتوفي في يناير 2001) كان حكم لكرة القدم في الاتحاد الإنجليزي، شارك في نهائيات كأس العالم 1966 وفي نهائي كأس الاتحاد الإنجليزي. أصبح حكماً دولياً في عام 1960. وطوال حياته المهنية لم يقم بطرد سوى ثلاثة لاعبين فقط. خارج كرة القدم كان مدير شركة هندسية في شيفيلد.

## وصلات خارجية
- جورج مكابي على موقع Soccerway.com (الإنجليزية)